# Bryan Cranston

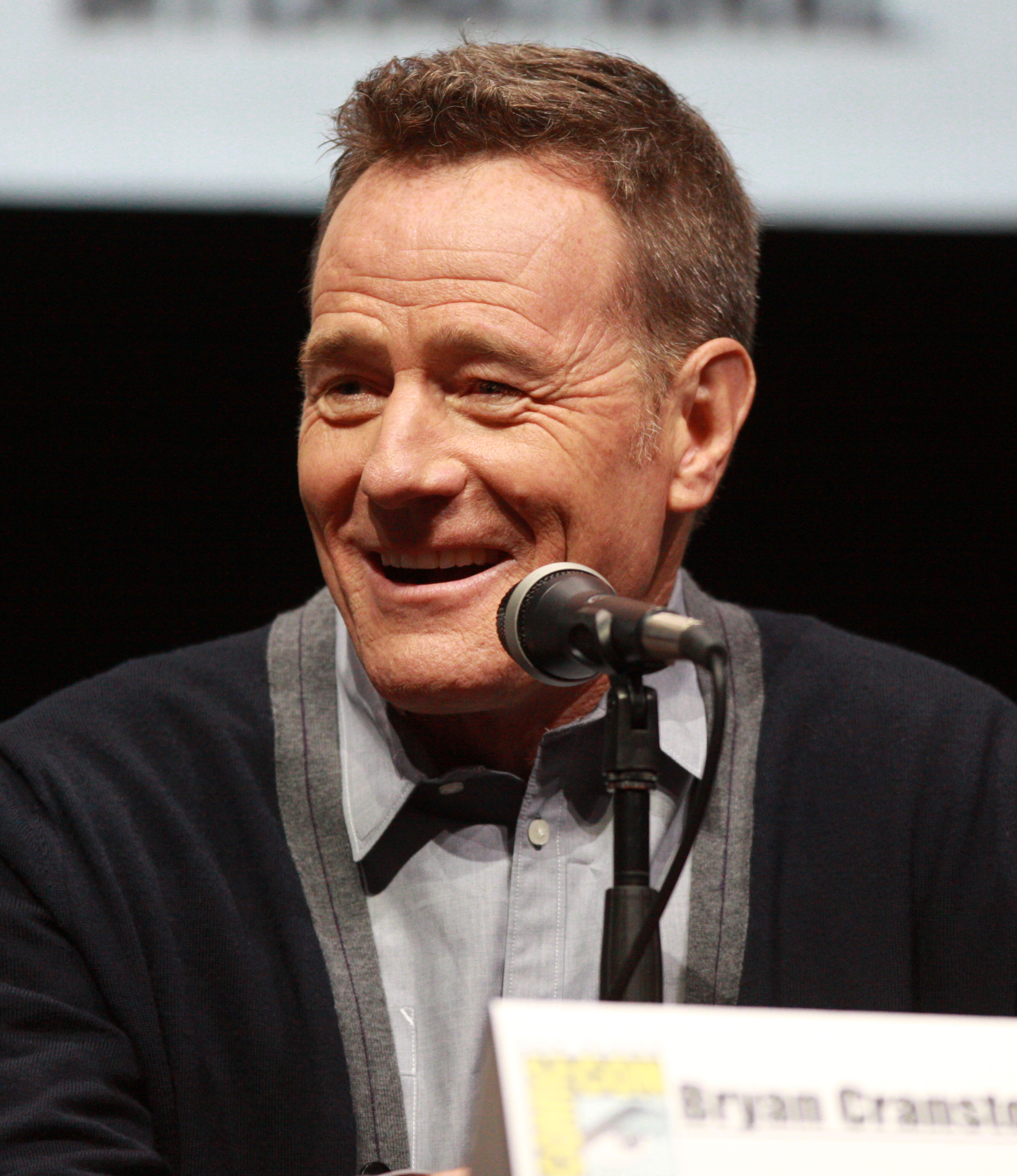
Bryan Cranston na Comic-Conie (2013)

Bryan Lee Cranston (ur. 7 marca 1956 w Los Angeles) – amerykański aktor, scenarzysta i producent telewizyjny i filmowy. Zdobywca Złotego Globu i kilku Nagród Emmy (2008–2010, 2014) za rolę Waltera White’a w serialu Breaking Bad. 
Na swoim koncie ma liczne występy zarówno w filmach, jak i w serialach. Ponadto użycza swojego głosu w programach telewizyjnych. Nominowany do Oscara dla najlepszego aktora pierwszoplanowego, a także do nagrody BAFTA i Złotego Globu za rolę Daltona Trumbo w filmie Trumbo (2015).

## Życiorys

### Młodość
Urodził się i wychowywał w Los Angeles w Kalifornii jako syn Audrey Peggy Sell, aktorki radiowej, i Joe Cranstona, aktora i byłego boksera amatora<. Jego dziadkowie ze strony matki byli Niemcami, a jego ojciec był pochodzenia irlandzkiego, niemieckiego i austriacko-żydowskiego. Wychował się ze starszym bratem Kyle Edwardem (ur. 1953) i siostrą Amy w dzielnicy Canoga Park w Los Angeles, a także przebywał z dziadkami, mieszkając na ich fermie drobiu w Yucaipa. Jego ojciec odszedł od rodziny, gdy Cranston miał jedenaście lat. W 1974 ukończył szkołę średnią Canoga Park High School. W 1976 ukończył nauki policyjne w Los Angeles Valley College w Valley Glen, w Los Angeles. Po studiach podróżował motocyklem po kraju ze swoim bratem i postanowił wytropić ojca, z którym się spotkał po 11 latach.

### Kariera
W wieku 8 lat zadebiutował jako aktor w reklamie United Way. Po ukończeniu college’u, występował w lokalnych i regionalnych teatrach. Pierwszym, do którego się dostał, był Granada Theatre, znajdujący się w jego rodzinnym mieście, San Fernando Valley. Od końca lat 80. regularnie pojawiał się w filmach i serialach, choć były to głównie niewielkie role. Dopiero serial Zwariowany świat Malcolma z 2000 roku przyniósł mu popularność. Swoje aktorskie umiejętności wykorzystuje nie tylko w filmach i serialach, ale także przy produkcji reklam (chipsy Lay’s, Honda Accord). Użycza też swojego głosu, dubbingując m.in. japońskie filmy anime.
Zanim zagrał w Zwariowanym świecie Malcolma, jego największym osiągnięciem była rola astronauty Buzza Aldrina w serialu HBO Z Ziemi na Księżyc. Kilka lat wcześniej w filmie Szaleństwa młodości również zagrał astronautę Virgila „Gusa” Grissoma. Innym udanym występem była rola w Nocy wigilijnej, gdzie wcielił się w Nicka Wrigleya, nieodpowiedzialnego wujka, który kradnie sanie Świętego Mikołaja i prawie psuje Boże Narodzenie. Z kolei w Szeregowcu Ryanie Stevena Spielberga zagrał charakterystyczną rolę jednorękiego oficera.
W 1999 napisał scenariusz i wyreżyserował film Last Chance. Cranston jest także reżyserem kilku odcinków Zwariowanego świata Malcolma. Za rolę w tym serialu otrzymał trzy nominacje do Nagrody Emmy.
Cranston często występował gościnnie w serialach. Te najbardziej znane to m.in.: Sabrina, nastoletnia czarownica, Z Archiwum X, Babilon 5 czy Gliniarz i prokurator. Sympatię widzów i grono fanów przysporzyła mu rola dr Tima Whatleya w serialu Kroniki Seinfelda.
Grał główną rolę w serialu Breaking Bad, gdzie wcielał się w Waltera White’a, producenta metamfetaminy. W 2008 roku Cranston zdobył pierwszą Nagrodę Emmy dla najlepszego aktora za rolę w Breaking Bad. Po niej przyszły kolejne, a rola White’a okazała się przełomem w jego karierze. Po latach zagrał go jeszcze w El Camino: Film Breaking Bad i Zadzwoń do Saula - spin-offach Breaking Bad.

## Życie prywatne
10 listopada 1977 ożenił się z pisarką Mickey Middleton, lecz 8 kwietnia 1982 doszło do rozwodu. 8 lipca 1989 poślubił Robin Dearden, którą poznał na planie serialu Airwolf.

## Filmografia

### Filmy
- 1987: Amazonki z Księżyca jako paramedyk #1
- 1990: Corporate Affairs jako Darren
- 1991: Kosmiczny wirus jako Darden
- 1991: Udręka milczenia jako Profesir Harris
- 1994: Erotique jako dr Robert Stern
- 1994: Towarzysz jako Alan
- 1994: Miłość – Nienawiść jako Dawid
- 1995: Kissing Miranda jako agent Specjalny Falsey
- 1996: Akta Rockforda: kara i zbrodnia jako Patrick Dougherty
- 1996: Szaleństwa młodości jako Virgil 'Gus' Grissom
- 1996: Podwodna misja jako Braddock
- 1997: Alright Already jako Robert (gościnnie)
- 1997: Strategic Command jako Phil Hertzberg
- 1997: Grupa specjalna jako Phil Hertzberg
- 1998: Szeregowiec Ryan jako pułkownik Departamentu Wojny
- 1999: Last Chance jako Lance
- 2000: The Prince of Light jako Ram
- 2000: Dom przy ulicy Grozy jako Ron Gatley
- 2001: Noc wigilijna jako Nick Wrigley
- 2003: KidSmartz jako Gospodarz
- 2003: W krzywym zwierciadle: Rodzinne święta jako Woodrow Snider
- 2004: Illusion jako David
- 2004: Seeing Other People jako Peter
- 2005: Hard Four jako Bryce Baxter
- 2006: Mała miss jako Stan Grossman
- 2009: Love Ranch
- 2011: Larry Crowne. Uśmiech losu jako Dean Tainot
- 2011: Drive jako Shannon
- 2011: Epidemia strachu jako Haggerty
- 2011: Z dystansu jako pan Dearden
- 2012: John Carter jako Powell
- 2012: Rock of Ages jako burmistrz Mike Whitmore
- 2012: Pamięć absolutna jako Vilos Cohaagen
- 2012: Operacja Argo jako Jack O’Donnell
- 2013: Chłód nadchodzi nocą jako Topo
- 2014: Godzilla jako Joe Brody
- 2015: Trumbo jako Dalton Trumbo
- 2016: Kung Fu Panda 3 jako Li (głos)
- 2016: Get a Job jako Roger Davis
- 2016: Boss jako Robert Mazur
- 2016: Wakefield jako Howard Wakefield
- 2016: Dlaczego on? jako Ned Fleming
- 2017: The Disaster Artist jako on sam
- 2017: Power Rangers jako Zordon
- 2017: Last Flag Flying jako Sal Nealon
- 2017: Spragnieni życia jako Philip Lacasse
- 2018: Wyspa psów jako Chief (głos)
- 2019: El Camino: Film Breaking Bad jako Walt
- 2020: Jedyny i niepowtarzalny Ivan jako Mack
- 2022: Zwycięskie losy Jerry'ego i Marge jako Jerry
- 2023: Asteroid City[4] jako host
- 2024: Argylle – Tajny szpieg[4] jako dyr. Ritter
- 2024: Kung Fu Panda 4 jako Li (głos)
- 2025: Fenicki układ jako Reagan
- 2025: Everything's Going to Be Great jako Buddy Smart

### Seriale
- 1981–1987: Posterunek przy Hill Street (gościnnie)
- 1981–1990: Falcon Crest jako Martin Randall (gościnnie)
- 1983–1995: Loving jako Douglas Donovan #1 (1983-1984)
- 1984–1985: Niebezpieczne ujęcia jako Frank Lawler (gościnnie)
- 1984–1987: Airwolf jako Robert Hollis (gościnnie)
- 1984–1996: Napisała: Morderstwo jako Jerry Wilber (gościnnie)
- 1986–1994: Prawnicy z Miasta Aniołów (gościnnie)
- 1986: Północ – Południe 2 jako pułk. Austin
- 1987–1991: thirtysomething jako uczestnik wieczorku kawalerskiego Billy’ego (gościnnie)
- 1987–1992: Gliniarz i prokurator jako Lyle Wicks/Miller (1990) (gościnnie)
- 1989–2001: Słoneczny patrol jako Tom Logan (gościnnie)
- 1990–1998: Kroniki Seinfelda jako dr Tim Whatley (gościnnie)
- 1993–2002: Z Archiwum X jako Patrick Crump (gościnnie)
- 1993–2001: Diagnoza morderstwo jako Walter Mason (1996) / Martin Rutgers (1998) (gościnnie)
- 1994: Viper jako Garrett Berlin (gościnnie)
- 1994–2003: Dotyk anioła jako dr Tom Bryant (gościnnie)
- 1994–1998: Babilon 5 jako Ericsson (gościnnie)
- 1995–1996: Bez przeszłości jako szeryf Norman Wade (gościnnie)
- 1995–1997: Brotherly Love jako Russell Winslow (gościnnie)
- 1996–2001: Trzecia planeta od Słońca jako odtwórca Neila Diamonda (gościnnie)
- 1996–1997: Perła jako Isaac Perlow (gościnnie)
- 1996–2003: Sabrina, nastoletnia czarownica jako adwokat czarownic (gościnnie)
- 1996: Land's End jako Matt McCulla (gościnnie)
- 1997: Ochrona absolutna jako Jason Nichols (gościnnie)
- 1997–1998: Brooklyn South jako por. Gordon Denton (gościnnie)
- 1997–2000: Kochanie, zmniejszyłem dzieciaki jako Ronald 'Cheesy' Meezy (gościnnie)
- 1998–2002: V.I.P.  jako Colt Arrow (gościnnie)
- 1998: Z Ziemi na Księżyc jako astronauta Edwin 'Buzz' Aldrin
- 2000–2006: Zwariowany świat Malcolma jako Hal
- 2006, 2007, 2013: Jak poznałem waszą matkę jako Hammond Druthers (gościnnie)
- 2006: Fallen jako Lucifer
- 2008–2013: Breaking Bad jako Walter White
- 2015–2017: Pete kombinator jako Vince
- 2015–2019: SuperMansion jako Titanium Rex (głos)
- 2020–2023: Your Honor jako Michael Desiato
- 2022: Zadzwoń do Saula jako Walter White
- 2025: Studio jako Griffin Mill

### Reżyseria
- 1999: Last Chance
- 2000–2006: Zwariowany świat Macolma
- 2006: Special Unit

## Publikacje
- Bryan Cranston: A Life in Parts. Scribner, 2016. ISBN 978-1-4767-9385-6.

## Nagrody i nominacje
- 2003: Nominacja do Złotego Globu w kategorii Najlepszy aktor drugoplanowy w serialu, miniserialu lub filmie telewizyjnym za serial Zwariowany świat Malcolma
- 2002: Nominacja do Nagrody Emmy w kategorii Najlepszy aktor drugoplanowy w serialu komediowym za serial Zwariowany świat Malcolma
- 2003: Nominacja do Nagrody Emmy w kategorii Najlepszy aktor drugoplanowy w serialu komediowym za serial Zwariowany świat Malcolma
- 2006: Nominacja do Nagrody Emmy w kategorii Najlepszy aktor drugoplanowy w serialu komediowym za serial Zwariowany świat Malcolma
- 2008: Wygrana Nagroda Emmy w kategorii Najlepszy aktor pierwszoplanowy w serialu dramatycznym za serial Breaking Bad
- 2009: Wygrana Nagroda Emmy w kategorii Najlepszy aktor pierwszoplanowy w serialu dramatycznym za serial Breaking Bad
- 2010: Wygrana Nagroda Emmy w kategorii Najlepszy aktor pierwszoplanowy w serialu dramatycznym za serial Breaking Bad
- 2004: Nominacja do Satelity w kategorii Najlepszy aktor w serialu komediowym lub musicalu za serial Zwariowany świat Malcolma
- 2008: Wygrany Satelita w kategorii najlepszy aktor w serialu dramatycznym za serial Breaking Bad
- 2009: Wygrany Satelita w kategorii najlepszy aktor w serialu dramatycznym Breaking Bad
- 2009: Nominacja do Saturna w kategorii najlepszy aktor telewizyjny za serial Breaking Bad
- 2010: Wygrany Satelita w kategorii najlepszy aktor w serialu dramatycznym Breaking Bad
- 2010: Nominacja do Saturna w kategorii najlepszy aktor telewizyjny za serial Breaking Bad
- 2016: Nominacja do Oscara w kategorii najlepszy aktor za Trumbo